# Meg Whitman

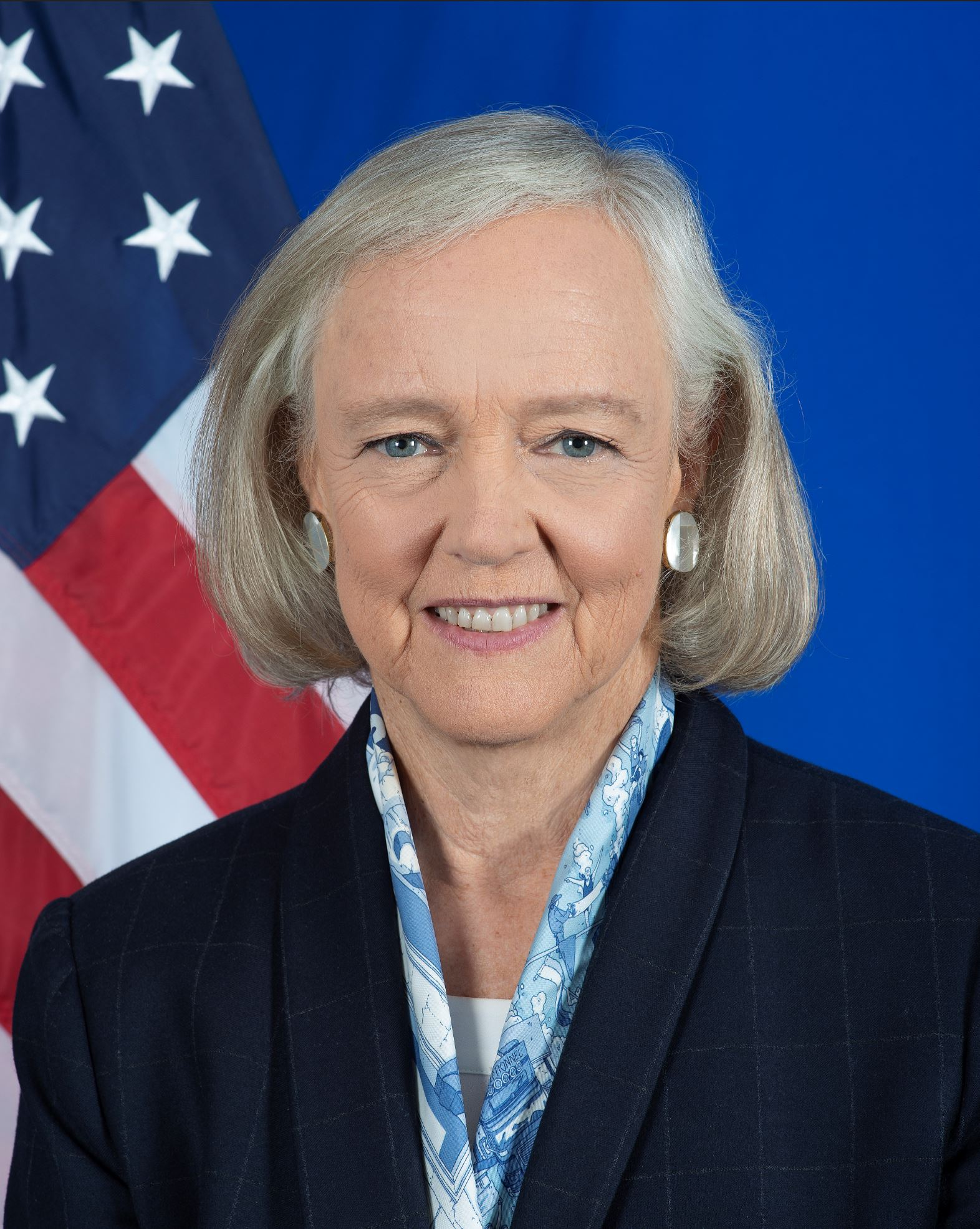
Meg Whitman (2022)

Margaret Cushing „Meg“ Whitman (* 4. August 1956 in Cold Spring Harbor, New York) ist eine US-amerikanische Managerin und Milliardärin. Ab dem 22. September 2011 war sie CEO und Präsidentin von Hewlett-Packard und nach dessen Aufspaltung vom 1. November 2015 bis zum 31. Januar 2018 CEO und Präsidentin von Hewlett Packard Enterprise. Von 1998 bis 2008 war sie CEO und Mitglied des Board of Directors bei eBay. Sie kandidierte 2010 für das Gouverneursamt in Kalifornien. 2014 wurde sie vom Time Magazine zu einer der 100 einflussreichsten Führungspersönlichkeiten der Welt gewählt.
Whitman wurde im Dezember 2021 von Joe Biden zur US-Botschafterin in Kenia berufen. Whitman trat das Amt ab dem 5. August 2022 an und hielt es bis zu ihrem freiwilligen Rücktritt im November 2024.

## Leben

### Ausbildung
Whitman begann 1974 ein Medizinstudium an der Princeton University, wechselte aber bald das Hauptfach zu Wirtschaftswissenschaften. Nach dem Bachelor-Abschluss 1977 erwarb sie 1979 einen Master of Business Administration an der Harvard University. Whitman ist mit einem Neurochirurgen verheiratet und hat zwei Kinder.

### In der Wirtschaft
1979 begann Whitman bei Procter & Gamble, wo sie bis 1981 im Markenmanagement tätig war. Von 1981 bis 1989 arbeitete sie für die Unternehmensberatung Bain & Company. Danach wechselte sie zu Walt Disney als senior vice president im Bereich Marketing. 1992 wechselte sie zu dem Schuhhersteller Stride Ride Shoes in Lexington. Von 1995 bis 1997 war sie als Geschäftsführerin für den Blumenversand Florist’s Transworld Delivery tätig.
Bis sie 1998 von Personalvermittlern zu eBay abgeworben wurde, war sie General Manager beim Spielzeughersteller Hasbro. Als Whitman im März 1998 CEO bei eBay wurde, hatte das 1995 unter dem Namen Auctionweb vom Pierre Omidyar gegründete Unternehmen 30 Mitarbeiter. Im September 1998 führte sie eBay an die Börse. Von den anfangs schnell steigenden Kursen profitierte auch sie als Anteilseignerin und galt als die erste Milliardärin aus dem Internetzeitalter. Im März 2008 übergab sie die Position als CEO bei eBay an ihren Nachfolger John Donahoe. Zum Ende des Jahres 2008 legte sie ihre Ämter in den Aufsichtsräten bei eBay, Procter & Gamble und Dreamworks nieder.
Am 22. September 2011 löste sie Léo Apotheker als CEO und Präsidentin von Hewlett-Packard ab. Whitman trat zum 1. Februar 2018 als CEO zurück und übergab an Antonio Neri.
Sie wurde kurzzeitig als Nachfolgerin für Travis Kalanick in der Rolle des CEO bei Uber gehandelt, jedoch wurde sie zum CEO von NewTV ernannt, einem neuen Unternehmen für mobile Inhalte, das von Jeffrey Katzenberg unterstützt wird. Dieser Video-on-Demand-Anbieter ging am 6. April 2020 als Quibi an den Start.

### In der Politik
Whitman gehört seit 2007 der Republikanischen Partei an und unterstützte in den republikanischen Vorwahlen zur Präsidentschaftswahl 2008 zunächst Mitt Romney, danach den republikanischen Präsidentschaftskandidaten John McCain. Am 9. Februar 2009 gründete sie eine Arbeitsgruppe für ihre Kandidatur zur Gouverneurswahl im Bundesstaat Kalifornien im November 2010, bei der Amtsinhaber Arnold Schwarzenegger nicht mehr antreten durfte. Am 22. September 2009 gab sie ihre offizielle Kandidatur bekannt und gewann schließlich am 8. Juni 2010 mit 64,2 % der abgegebenen Stimmen die Vorwahlen der Republikaner deutlich. Zeitgleich wurde mit Carly Fiorina, 1999 bis 2005 CEO von Hewlett-Packard, eine weitere vormalige Managerin zur republikanischen Herausforderin der demokratischen Senatorin Barbara Boxer gewählt.
Bei der Gouverneurswahl am 2. November 2010 trat für die Demokraten Jerry Brown, der bereits von 1975 bis 1983 als kalifornischer Gouverneur amtierte und zum Zeitpunkt der Wahl Attorney General des Bundesstaates war, gegen Whitman an. Whitman investierte mehr Geld aus ihrem Privatvermögen in den Wahlkampf als jemals zuvor ein Kandidat in den USA. Letztlich verlor sie jedoch gegen Brown. Sie vereinte 40,9 Prozent der Wählerstimmen auf sich, während sich für Brown 53,8 Prozent der kalifornischen Wähler aussprachen.
Von August 2022 bis November 2024, als sie nach der Wahl Donald Trumps zum Präsidenten der USA freiwillig vorzeitig zurücktrat, war Whitman als Nachfolgerin von Kyle McCarter Botschafterin der Vereinigten Staaten von Amerika in Kenia. In ihrer Zeit arbeitete sie an einer Intensivierung der wirtschaftlichen Beziehungen beider Nationen, geriet aber auch in die Kritik, als sie sich öffentlich für Präsident William Ruto aussprach, als dieser mehrheitlich von Gen-Z-Kenianern kritisiert wurde.

#### Positionen
Whitman verfasste gemeinsam mit anderen Mitgliedern der Republikanischen Partei einen Brief an den Obersten Gerichtshof, in dem die Unterzeichner sich für die Heirat von homosexuellen Paaren einsetzen. Bei den Präsidentschaftswahl in den Vereinigten Staaten 2016 unterstützte sie Hillary Clinton.

## Auszeichnungen
- 2008 Aufnahme in die American Academy of Arts and Sciences

## Veröffentlichungen
- The Power of Many. Values for Success in Business and in Life. Crown, New York NY 2010, ISBN 978-0-307-59121-0.